# Results May Vary
Results May Vary è il quarto album in studio del gruppo musicale statunitense Limp Bizkit, pubblicato il 23 settembre 2003 dalla Flip Records e dalla Interscope Records.

## Antefatti
Nell'ottobre del 2001 il cantante e fondatore Fred Durst annunciò sul sito internet del gruppo la separazione dal chitarrista Wes Borland, e la preparazione di entrambi a propri progetti separati. Borland spiegò il motivo dell'abbandono dicendo: "Sono stato storico chitarrista dei Limp Bizkit ma musicalmente quello che fanno non mi piace più. Continuerei per soldi e non per vera musica, e non mi va di non ammetterlo, né a loro né a molti fan."
Secondo Durst, il gruppo avrebbe "girato il mondo alla ricerca del peggior chitarrista", col compito di sostituire Borland. Dopo aver messo a punto un'audizione nazionale per la ricerca di un nuovo chitarrista, "Put Your Guitar Where Your Mouth Is", il gruppo si aggregò a Mike Smith, ex membro temporaneo degli Snot. Il cantante lo considerò "in grado di calzare come un guanto nella preparazione di nuovo materiale, in grado di rendere la vita più facile e positiva, capace di convincere il gruppo a proseguire la sua carriera musicale. L'effetto positivo del nuovo componente nei miei confronti mi ha fatto capire l'importanza della futura carriera col gruppo." Prima della sostituzione, Durst provò a suonare occasionalmente la chitarra. Jon Wiederhorn di MTV scrisse che "i Limp Bizkit hanno compiuto varie sessioni ritmiche con diversi chitarristi dopo l'inizio dell'audizione, ma ora sembra che il cantante Fred Durst stia prendendo sia aiuto che ispirazione dall'amico Wes Scantlin, voce e chitarra dei Puddle of Mudd."
Dopo la successiva separazione da Smith, Durst disse a un fansite: "Siamo persone sincere coi nostri cari e coi nostri istinti, tutte le volte che agiamo per intuizione. Mike non faceva per noi. Con lui ci siamo divertiti ma personalmente sapevamo che le sue caratteristiche sonore non erano adatte a ciò che facevamo." I Limp Bizkit fecero sparire quasi tutte le sessioni con Smith, registrando un altro album poi messo da parte.
Prima della presentazione delle tracce di Results May Vary, Page Hamilton degli Helmet e Rivers Cuomo dei Weezer avevano registrato diversi brani coi Limp Bizkit, con la possibilità di inserirle nell'album; Al Jourgensen dei Ministry collaborò per un breve periodo col gruppo, in fase di registrazione in studio. I contributi dei tre musicisti furono però omessi dalla fase finale di lavorazione. Bubba Sparxxx si unì a Durst in uno studio di Los Angeles, ma in seguito anche i suoi contributi furono esclusi dall'album. Il cantante scrisse più di 30 canzoni con l'aiuto del batterista John Otto e del bassista Sam Rivers. Durante la produzione di Results May Vary, Durst ascoltò artisti come The Cure, Patsy Cline, Mazzy Star e perfino musica classica.
Nel corso della produzione, il titolo dell'album fu prima Bipolar, poi  Panty Sniffer e infine Results May Vary. Altri titoli di lavorazione furono Less Is More, Fetus More, Surrender e The Search for Teddy Swoes. I brani definitivi furono scelti a partire da una serie di sessioni. Il 20 agosto 2003 Fred Durst postò sul sito internet dei Limp Bizkit: "Il titolo dell'album sarà Results May Vary. Come accade per un medicinale dopo la sua prescrizione, ogni reazione degli ascoltatori agli ingredienti sarà diversa."

## Promozione, risultati di vendite e tour
Per promuovere Results May Vary, Durst girò due video musicali per Eat You Alive e Behind Blue Eyes, rispettivamente con la partecipazione di Thora Birch e Halle Berry. Il video per Eat You Alive apparve su MTV prima della pubblicazione di Results May Vary, e l'album fu annunciato a  Total Request Live. Nelle intenzioni iniziali il gruppo voleva girare anche un video per la traccia Build a Bridge, poi l'idea fu scartata. In quel periodo i Limp Bizkit eseguirono Crack Addict e Rollin' durante WrestleMania XIX, coi chitarristi Mike Smith e Brian Welch, e Crack Addict fu mandata in diverse campagne pubblicitarie per l'evento. Anche se Crack Addict doveva essere inizialmente il primo singolo promozionale per Results May Vary, il brano fu escluso dalla lista tracce.
Pubblicato il 23 settembre 2003, l'album Results May Vary raggiunse il terzo posto della classifica Billboard 200 con vendite di almeno 325,000 copie nella prima settimana di pubblicazione. Nelle prime tre settimane l'album vendette almeno 500,000 copie. Dopo tredici settimane Results May Vary vendette un milione di copie. Results May Vary ricevette un disco di platino dalla Recording Industry Association of America (RIAA) il 3 giugno 2008 e un disco d'oro dalla British Phonographic Industry (BPI) il 10 ottobre 2003. Results May Vary ha venduto negli Stati Uniti 1,3 milioni di copie. La cover di Behind Blue Eyes raggiunse la posizione 71 della Billboard Hot 100,  e la 25 della Mainstream Top 40, e ricevette un disco d'oro dall RIAA il 26 gennaio 2005. Eat You Alive raggiunse la sedicesima posizione della classifica Mainstream Rock Airplay e la ventesima della Alternative Airplay, e Almost Over raggiunse la posizione numero 33 della classifica Mainstream Rock, pur non essendo stata pubblicata come singolo. Results May Vary ebbe però risultati di vendite nettamente inferiori a quelli dei precedenti album, soprattutto Significant Other e Chocolate Starfish and the Hot Dog Flavored Water.
Dopo la pubblicazione di Results May Vary, i Limp Bizkit si unirono ai Korn in un tour chiamato Back 2 Basics. Il tour, sponsorizzato da Xbox, fu avviato a novembre 2003. Durante un concerto all'Hammerstein Ballroom a New York, il cantante Fred Durst fu colpito da un oggetto lanciato dalla folla. Durst completò le ultime due canzoni del set del gruppo, e dopo il concerto ebbe sette punti in privato. Alla fine del 2003 i Limp Bizkit cancellarono le date del tour in Asia sudorientale, dopo un avviso di sicurezza da parte del dipartimento di stato degli Stati Uniti. Il gruppo doveva esibirsi a Bali, Bangkok e Manila, ma dopo un attentato terroristico a Istanbul, il dipartimento di stato degli Stati Uniti pubblicò un avviso di viaggio, che costrinse il gruppo a cancellare le esibizioni in Asia sudorientale, presentandosi invece in Corea del Sud e Giappone. Nel gennaio del 2004 girarono voci di un tour del gruppo coi Kiss, ma i Limp Bizkit non poterono partecipare, citando difficoltà di gestione delle date.

## Descrizione
Prodotto da Terry Date e Rick Rubin, fu l'ultimo pubblicato dalla band per la Flip/Interscope, nonché l'unico con Mike Smith alla chitarra.
Nonostante un discreto successo di vendite, Results May Vary fu giudicato negativamente sia dai fan del gruppo che dai critici, a causa dei testi scritti da Fred Durst (talvolta considerati banali) e dei tentativi della band, qui non sempre riusciti, di abbandonare le sonorità rap metal.
I singoli di lancio dell'album furono la cover di Behind Blue Eyes degli Who, inserita successivamente nella colonna sonora del film Gothika, ed Eat You Alive. Red Light-Green Light è stata eseguita insieme a Snoop Dogg.
La versione giapponese del disco contiene anche il riadattamento di Armpit (dal demo Mental Aquaducts del 1995), mentre in quella britannica si trova l'inedita Let It Go. Dalla lista tracce furono invece escluse Why?, Lean on Me (poi inserite nel Greatest Hitz del 2005) e Crack Addict.

## Accoglienza
Results May Vary ricevette critiche prevalentemente negative. L'album ebbe "critiche generalmente poco favorevoli" su Metacritic, con un punteggio medio di 33 su 100. Si tratta del punteggio più basso su Metacritic dopo quello dell'album di Kevin Federline Playing with Fire. Secondo l'autore di AllMusic Stephen Thomas Erlewine, "la musica non ha melodia, non ha parti interessanti, non ha energia, [e] tutta l'attenzione si concentra su urla e saltellamenti, e a fine ascolto viene facile domandarsi come abbia fatto il cantante a registrare un calderone di idee confuse". In una recensione di Greatest Hitz Erlewine chiamò Behind Blue Eyes "la peggiore cover mai fatta dal gruppo". Caroline Sullivan di The Guardian scrisse che "Durst aveva molti problemi musicali, che mai nessuno prenderebbe in considerazione". Stylus criticò negativamente Results May Vary considerandolo "pieno di falle". Rob O'Connor di Yahoo! Launch bocciò Results May Vary dicendo che "i risultati del titolo non cambiano e sono decisamente orribili." Kitty Empire di The Guardian scrisse: "i Limp Bizkit hanno deciso di mostrare il loro lato tenero, ma senza grandi risultati". Scott Mervis di Pittsburgh Post-Gazette criticò negativamente Results May Vary dicendo che aveva "pochi punti di forza, per esempio Almost Over (molto simile a prove dell'ex rapper Everlast) e Phenomenon (a suo dire una buona commistione dei Primus con cantati rap) —  che non bastavano a giustificare le ore e le energie spese".
Results May Vary ricevette però anche critiche positive, per esempio Spin lo considerò "non del tutto orribile". Alcuni critici non disprezzarono completamente l'album. Tom Day di MusicOMH scrisse: "In fin dei conti non è un album brutto né bello, infatti i risultati d'ascolto effettivamente cambiano". Sun-Sentinel diede a Results May Vary un giudizio positivo, considerando "fenomenale" il lavoro di DJ Lethal e lodando le svolte sonore di Behind Blue Eyes e Build a Bridge. Steve Appleford di Chicago Tribune diede all'album un giudizio misto, scrivendo: "La musica ottiene qualche prova di sofisticazione con nuovi accorgimenti sia acustici che elettronici. Durst non è poi così antipatico, ma nello stesso tempo le sue canzoni non presentano particolare fascino, e non sono capaci di allontanare il cantante dal suo stile caratteristico".

## Tracce
Edizione standard
1. Re-Entry – 2:37
2. Eat You Alive – 3:57
3. Gimme the Mic – 3:05 – contiene interpolazioni tratte da Microphone Fiend di Eric B. & Rakim
4. Underneath the Gun – 5:42
5. Down Another Day – 4:06
6. Almost Over – 4:38
7. Build a Bridge – 3:56
8. Red Light-Green Light – 5:36 – contiene la traccia fantasma Take It Home
9. The Only One – 4:08
10. Let Me Down – 4:16
11. Lonely World – 4:33
12. Phenomenon – 3:59 – contiene interpolazioni tratte da Bring the Noise dei Public Enemy
13. Creamer (Radio Is Dead) – 4:30
14. Head for the Barricade – 3:34 – contiene interpolazioni tratte da Human Beat Box dei The Fat Boys
15. Behind Blue Eyes – 6:05 – interpretata in origine dai The Who, contiene la traccia fantasma All That Easy
16. Drown – 3:52

Tracce bonus nell'edizione europea
1. Shot – 3:45
2. Just Drop Dead – 4:02

Tracce bonus nell'edizione per iTunes
1. All That Easy – 1:32
2. Take It Home – 1:41

Tracce bonus nell'edizione giapponese
1. Let It Go – 5:10
2. Armpit – 3:52

## Formazione
Gruppo
- Fred Durst - voce
- Mike Smith - chitarra
- Sam Rivers - basso (chitarra in Lonely World e Creamer (Radio Is Dead))
- John Otto - batteria
- DJ Lethal - giradischi

Altri musicisti
- Brian Welch - chitarra (in Build a Bridge)
- Snoop Dogg - voce (in Red Light-Green Light)

## Classifiche
| Classifica (2003) | Posizione massima |
| ----------------- | ----------------- |
| Australia         | 2                 |
| Austria           | 1                 |
| Belgio (Fiandre)  | 10                |
| Belgio (Vallonia) | 18                |
| Canada            | 3                 |
| Danimarca         | 6                 |
| Finlandia         | 7                 |
| Francia           | 19                |
| Germania          | 1                 |
| Italia            | 7                 |
| Norvegia          | 10                |
| Nuova Zelanda     | 2                 |
| Paesi Bassi       | 11                |
| Portogallo        | 4                 |
| Regno Unito       | 7                 |
| Stati Uniti       | 3                 |
| Svezia            | 10                |
| Svizzera          | 6                 |

## Curiosità
- Nel 2006 la traccia Creamer (Radio Is Dead) comparve in sottofondo in una pubblicità televisiva di Bacardi (Reserva).[44]